# Mittelmeerspiele 2005/Teilnehmer (Monaco)
| Goldmedaillen | Silbermedaillen | Bronzemedaillen |
| ------------- | --------------- | --------------- |
| —             | —               | —               |

Monaco wurde bei den Mittelmeerspielen 2005 in der spanischen Stadt Almería von einer Athletin und 15 Athleten in sieben Sportarten vertreten.

## Teilnehmer / Ergebnisse

### Frauen

#### Schießen
- Fabienne Pasetti, 10 m Luftpistole

### Männer

#### Fechten
- Mouflard Roland, Degen
- Vincent Tonelli, Degen

#### Golf
- Jean-François Calmes, Einzel
- Edmond-P. LeCourt, Einzel
- Charles-Henry Rey, Einzel
- Jean-François Calmes, Edmond-P. LeCourt und Charles-Henry Rey, Team-Wettbewerb

#### Leichtathletik
- Anthony De Sevelinges

- 110 m Hürden – Platz 11, nicht für das Finale qualifiziert

Vorlauf 1 von 2: 16,17 s – Rang 7
- Florent Battistel

- 400 Meter – Platz 13, nicht für das Finale qualifiziert

Vorlauf 2 von 2: 49,59 s – Rang 7

#### Rudern
- Mathias Raymond, Einer

#### Segeln
- Matthieu Mariani und Sébastien Peillon, 470er

#### Tischtennis
- Mickaël Battaglia, Einzel
- Romain Loulergue, Einzel
- Mickaël Battaglia und Romain Loulergue, Doppel